# Niederösterreichische Landesbahnen

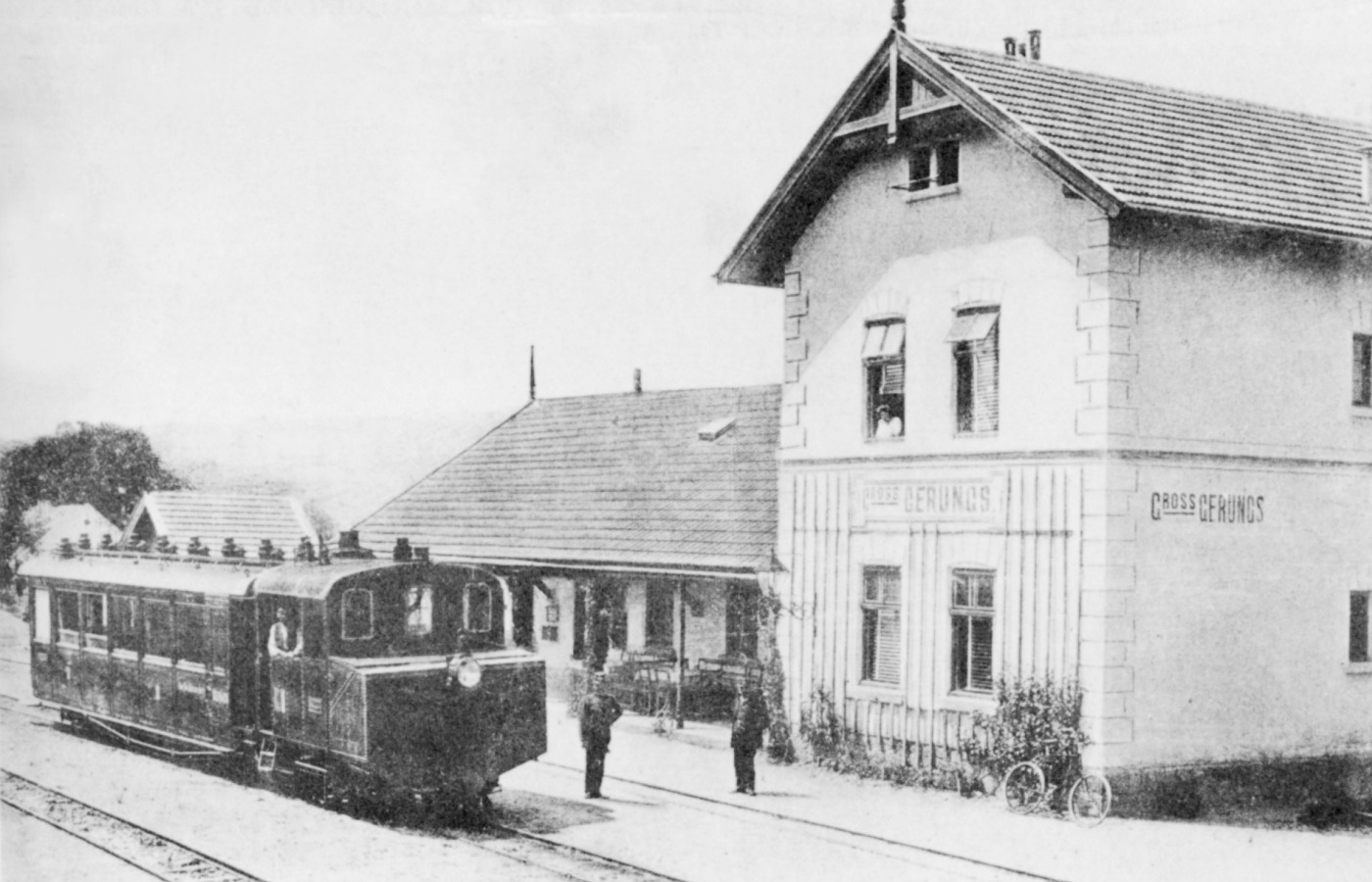
Dampftriebwagen in Groß Gerungs

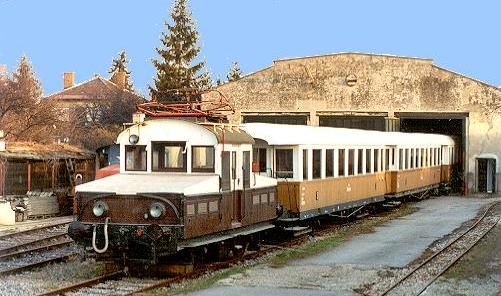
Zug der Pressburger Bahn im Eisenbahnmuseum Schwechat

A Niederösterreichische Landeseisenbahnamt, illetve 1908-tól a Niederösterreichische Landesbahnen egy hivatal volt az Osztrák–Magyar Monarchia Alsó-Ausztria tartományában, majd az Osztrák Köztársaság azonos nevű tartományában, amely a helyi vasutak finanszírozásáért, tervezéséért, építéséért és üzemeltetéséért felelt. 1922-ig működött.

## Története
A 20. század elejére az Osztrák–Magyar Monarchia fő vasútvonal-hálózata nagy részben kiépült, ugyanakkor sok vidéki térségben a vasúthálózat még kezdetleges volt. Az 1880. május 25-én elfogadott, a Monarchia osztrák részének helyi vasútjairól szóló ideiglenes törvényt többször is bővítették, bevezetve számos műszaki, üzemeltetési és igazgatási egyszerűsítést, hogy megkönnyítsék a vasútépítést és -üzemeltetést. Az állami intézkedések mellett a tartományok is kezdeményezték a vasúthálózat bővítését, és döntés született a tartományi vasutak (Landesbahnen) létrehozásáról.
Az 1895. május 28-án elfogadott tartományi törvénnyel Alsó-Ausztriában létrehozták a tartományi vasúti hivatalt, amelyet a tartományi vasúti tanács hagyott jóvá. A hatóságok által létrehozott tartományi vasutak formálisan független részvénytársaságok voltak, amelyekhez a tartomány pénzügyi garanciát adott. Általában ebből szerezték meg a törzsrészvények 70%-át, valamint további vasúttársaságok részvényeit vagy kötvényeit is felvásárolták, ha azok üzemeltetése jövedelmező volt (illetve a deficitest is átvették). 1914-ig 351 km normál nyomtávú és 200 km keskeny nyomtávú vasút épült.
1905-ig az Eisenbahnamt (vasúti hivatal), mint gyűjtőnév, hálózati üzemeltetésének megnevezése „Niederösterreichische Landesbahnen“ volt, majd 1908. január 1-től a parlament döntése alapján hivatalosan is ezt a nevet kapta. Ekkor megnövekedett tevékenységi köre miatt a hivatal szétvált egy tartományi vasútigazgatóságra (Landeseisenbahn-Direktion) a meglévő hálózat működtetésére, illetve egy tartományi vasútépítési igazgatóságra (Landeseisenbahn-Baudirektion) az új tartományi vasutak építésére és szervezésére.
Az első világháború kitörésével a nem hadicélú vasútépítések leálltak. Több, már részletesen kidolgozott projekt sosem valósult meg, mivel a háború után sem volt pénzügyi fedezet. Az egyetlen kivétel 1927-ben a keskenynyomtávú Ruprechtshofen–Gresten helyi vasút volt, amelynek építése még 1914-ben, a háború előtt kezdődött. A háborút és az azt követő éveket követően a tartomány pénzügyi helyzete romlott, az anyagi források nem fedezték a működési költségeket, ezért elsősorban takarékossági intézkedésekkel próbálták fenntartani az üzemet. Ennek ellenére a tartományi vasutak gazdasági helyzete gyorsan romlott, így az állam a vállalatot 1921. január 1-jén bérbe vette. 1922. szeptember 30-án a Tartományi Vasútigazgatóságot (Landeseisenbahn-Direktion) feloszlatták, a vasutat az Osztrák Szövetségi Vasutak (BBÖ) vette át. A személyzet a BBÖ-hez került, ahol folytatták munkájukat.

## Vonalhálózat

### Normál nyomtávú
| Vonal                                                                       | Társaság                                                    | Hossza             | Koncesszió      | Megnyitás       |
| --------------------------------------------------------------------------- | ----------------------------------------------------------- | ------------------ | --------------- | --------------- |
| Stammersdorf–Auersthal                                                      | Lokalbahn Stammersdorf–Auersthal                            | 21,878 km          | 16. nov. 1901   | 26. ápr. 1903   |
| Gänserndorf–Gaunersdorf (ma Gaweinstal)                                     | Lokalbahn Gänserndorf–Gaunersdorf                           | 22,513 km          | 15. márc. 1902  | 13. szept. 1903 |
| Korneuburg–Ernstbrunn                                                       | Lokalbahn Korneuburg–Ernstbrunn                             | 29,883 km          | 18. jún. 1904   | 27. nov. 1904   |
| Ernstbrunn–Hohenau                                                          | Lokalbahn Ernstbrunn–Hohenau− Poysdorf–Gaunersdorf          | 48,823 km          | 14. febr. 1906  | 15. nov. 1906   |
| Dobermannsdorf–Poysdorf                                                     | Lokalbahn Ernstbrunn–Hohenau− Poysdorf–Gaunersdorf          | 21,556 km          | 14. febr. 1906  | 8. máj. 1907    |
| Mistelbach Lokalbahnhof–Gaunersdorf                                         | Lokalbahn Ernstbrunn–Hohenau− Poysdorf–Gaunersdorf          | 12,544 km          | 12. szept. 1906 | 15. nov. 1906   |
| Willendorf–Neunkirchen                                                      | Lokalbahn Willendorf–Neunkirchen                            | 12,166 km          | 26. jún. 1907   | 21. jún. 1909   |
| Freiland–Türnitz                                                            | Lokalbahn Freiland–Türnitz                                  | 9,242 km           | 6. nov. 1907    | 14. okt. 1908   |
| Auersthal–Groß-Schweinbarth                                                 | Lokalbahn Stammersdorf–Auersthal                            | 7,557 km           | 6. jan. 1908    | 9. aug. 1909    |
| Bad Pirawarth–Zistersdorf                                                   | Lokalbahn Stammersdorf–Auersthal                            | 20,628 km          | 6. jan. 1908    | 15. júl. 1911   |
| Zistersdorf–Dobermannsdorf                                                  | Lokalbahn Stammersdorf–Auersthal                            | 8,265 km           | 6. jan. 1908    | 14. aug. 1909   |
| Siebenbrunn-Leopoldsdorf–Engelhartstetten és Breitstetten–Orth an der Donau | Lokalbahn Siebenbrunn-Leopoldsdorf– Engelhartstetten–Orth   | 22,248 km 5,688 km | 27. jún. 1908   | 30. jún. 1909   |
| Retz–Drosendorf                                                             | Lokalbahn Retz–Drosendorf                                   | 39,965 km          | 27. júl. 1908   | 20. aug. 1910   |
| Wien–Landesgrenze bei Berg                                                  | AG Elektrische Lokalbahn Wien– Landesgrenze nächst Hainburg | 60,775 km          | 24. jún. 1912   | 5. febr. 1914   |
| Landesgrenze–Preßburg                                                       | Pozsony Országhatárszéli Helyiérdekű Villamos Vasút         | 7,492 km           | 5. jún. 1909    | 5. febr. 1914   |

A Pressburger Bahn már villamos üzemmel nyílt meg. Mivel a vasút a Monarchia osztrák és magyar területén is haladt, két külön társaságot kellett alapítani.
A Lokalbahn Freiland–Türnitz érdekessége, hogy bár tartományi vasút volt, a kkStB üzemeltette.

### Keskenynyomtávú
A NÖLB minden keskenynyomtávú vonala a katonai hatóságok által meghatározott módon az ún. Bosnyák-keskenynyomtáv szerint, 760 mm nyomtávval készült.
| Vonal                                                       | Társaság                                            | Hossza              | Koncesszió         | Megnyitás                        |
| ----------------------------------------------------------- | --------------------------------------------------- | ------------------- | ------------------ | -------------------------------- |
| Gmünd–Litschau és Alt Nagelberg–Heidenreichstein            | N. Ö. Waldviertelbahn                               | 26,020 km 13,039 km | 1898               | 1900. július 4.                  |
| Gmünd–Steinbach                                             | N. Ö. Waldviertelbahn                               | 24,234 km           | 1898. november 12. | 1902. augusztus 10.              |
| Steinbach–Groß Gerungs                                      | N. Ö. Waldviertelbahn                               | 19,410 km           | 1898. november 12. | 1903. március 1.                 |
| St. Pölten–Kirchberg an der Pielach és Ober-Grafendorf–Mank | Lokalbahn St. Pölten– Kirchberg an der Pielach−Mank | 31,316 km 18,007 km | 1896. július 11.   | 1898. július 4. 1898. július 27. |
| Mank–Ruprechtshofen                                         | Lokalbahn St. Pölten– Kirchberg an der Pielach−Mank | 8,280 km            | 1904. június 4.    | 1905. augusztus 6.               |
| Kirchberg an der Pielach–Laubenbachmühle                    | Lokalbahn St. Pölten– Kirchberg an der Pielach−Mank | 17,105 km           | 15. okt. 1904      | 6. aug. 1905                     |
| Laubenbachmühle–Mariazell                                   | Lokalbahn St. Pölten– Kirchberg an der Pielach−Mank | 35,914 km           | 1904. október 15.  | 1906. december 17.               |
| Mariazell–Gußwerk                                           | Lokalbahn St. Pölten– Kirchberg an der Pielach−Mank | 7,130 km            | 1904. október 15.  | 1907. július 15.                 |

A Mariazellerbahn befejezése után 1908 júliusában a St. Pölten–Kirchberg an der Pielach−Mank helyi vasúttársaságot átnevezték Niederösterreichisch-Steirische Alpenbahn-ra. 1911-től a Mariazellerbahnon villamos üzem működik.

## Fordítás
- Ez a szócikk részben vagy egészben  a   Niederösterreichische Landesbahnen című német Wikipédia-szócikk ezen változatának fordításán alapul.  Az eredeti cikk szerkesztőit annak laptörténete sorolja fel. Ez a jelzés csupán a megfogalmazás eredetét és a szerzői jogokat jelzi, nem szolgál a cikkben szereplő információk forrásmegjelöléseként. – Az eredeti szócikk forrásai szintén ott találhatóak.